# Akhenaton
Akhenaten (/ˌækəˈnɑːtən/) còn được viết là Echnaton, Akhenaton, Ikhnaton, và Khuenaten; (tiếng Ai Cập cổ đại: ꜣḫ-n-jtn, có nghĩa là Người lính của Aten), ông còn được biết đến với tên gọi là Amenhotep IV (nghĩa là thần Amun hài lòng) trong giai đoạn trước năm trị vì thứ Năm, là một pharaon của vương triều thứ Mười tám của Ai Cập, ông đã cai trị 17 năm và có lẽ đã qua đời vào năm 1336 TCN hoặc 1334 TCN. Triều đại của ông đặc biệt được chú ý bởi việc từ bỏ tín ngưỡng đa thần giáo của Ai Cập và chuyển sang tín ngưỡng thờ cúng một vị thần duy nhất – thần Mặt Trời Aten, mà đôi khi được coi là bái nhất thần giáo, đơn nhất thần giáo, thậm chí là hầu như độc thần giáo.
Akhenaten đã cố gắng tạo ra một sự thay đổi so với tôn giáo truyền thống, nhưng cuối cùng thì nó cũng sẽ không bao giờ được chấp nhận. Sau khi ông qua đời, các công trình của ông đã bị đập vỡ và phá hủy, những bức tượng của ông thì bị hủy hoại và tên của ông bị loại bỏ khỏi các bản danh sách vua. Việc thực hành tôn giáo truyền thống đã được phục hồi một cách dần dần, và vài thập niên sau khi các vị vua mới không thuộc dòng dõi của vương triều thứ 18 thành lập nên một vương triều mới, họ đã bôi nhọ Akhenaten cùng những vị vua kế vị trực tiếp của ông, và nhắc đến Akhenaten như là "kẻ thù" hoặc "kẻ phạm tội đó" trong các hồ sơ lưu trữ.
Ông gần như hoàn toàn biến mất khỏi lịch sử cho đến khi được phát hiện lại vào thế kỷ 19 ở Amarna, thành phố mà ông đã xây dựng cho thần Aten. Những cuộc khai quật thời kì đầu tại Amarna được tiến hành bởi Flinders Petrie đã khuấy động lên sự quan tâm đến vị vua bí ẩn cùng với đó là một xác ướp được tìm thấy trong ngôi mộ KV55, nó được Edward R. Ayrton khai quật vào năm 1907, xác ướp này có thể là của Akhenaten. Bằng phương pháp phân tích DNA, các nhà khảo cổ học đã xác định rằng người đàn ông được chôn cất trong ngôi mộ KV55 là cha của vua Tutankhamun, nhưng việc nhận dạng xác ướp này là Akhenaten lại vẫn đang chưa có lời giải.
Ngày nay, sự quan tâm dành cho Akhenaten và nữ hoàng Nefertiti phần nào đó có liên quan đến Tutankhamun (mặc dù người mẹ của Tutankhamun không phải là Nefertiti, mà là một phụ nữ được các nhà khảo cổ học gọi là Quý bà trẻ), và một phần đến từ phong cách độc đáo và giá trị thẩm mỹ cao của những tác phẩm nghệ thuật được ông bảo trợ, và một phần là từ sự quan tâm không ngừng dành cho tôn giáo mà ông đã cố gắng thiết lập.

## Thời kì trị vì đầu tiên là Amenhotep IV

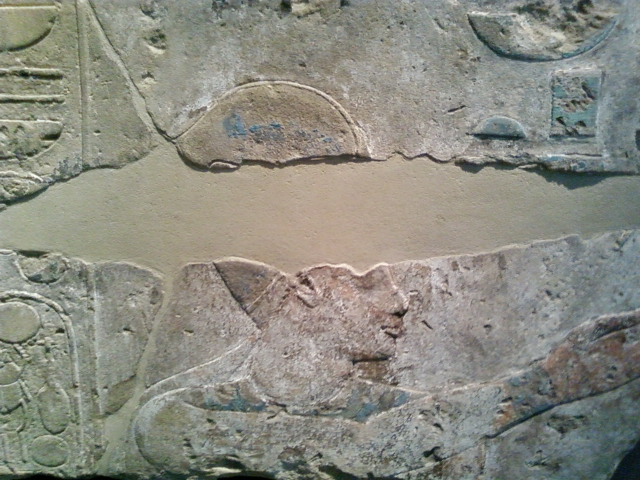
Phù điêu miêu ta Amenhotep IV trước khi ông đổi tên thành Akhenaten, Bảo tàng Neues, Berlin

Vị vua Akhenaten trong tương lai là một người con trai của Amenhotep III và chính cung hoàng hậu Tiye. Con trai cả vốn là Thái tử Thutmose, được công nhận là người thừa kế của Amenhotep III, nhưng ông ta đã mất khi còn tương đối trẻ và người tiếp theo được kế vị ngai vàng là một hoàng tử tên là Amenhotep.
Hiện nay có rất nhiều tranh cãi xung quanh việc Amenhotep IV đã kế vị ngai vàng sau khi vua cha Amenhotep III của cha ông qua đời hay là có một giai đoạn đồng nhiếp chính (theo một số nhà Ai Cập học là kéo dài 12 năm). Các tác phẩm hiện nay của Eric Cline, Nicholas Reeves, Peter Dorman cùng các học giả khác đã nêu ra những lập luận mạnh mẽ chống lại quan điểm về việc thiết lập một giai đoạn đồng nhiếp chính lâu dài giữa hai vị vua và ủng hộ quan điểm cho rằng không có hoặc là có một giai đoạn đồng nhiếp chính ngắn chỉ kéo dài từ một đến hai năm. Các tác phẩm khác của Donald Redford, William Murnane, Alan Gardiner và gần đây là của Lawrence Berman vào năm 1998 đã bác bỏ bất cứ quan điểm nào về một giai đoạn đồng nhiếp chính nếu có giữa Akhenaten và cha của ông.Bản mẫu:Berman

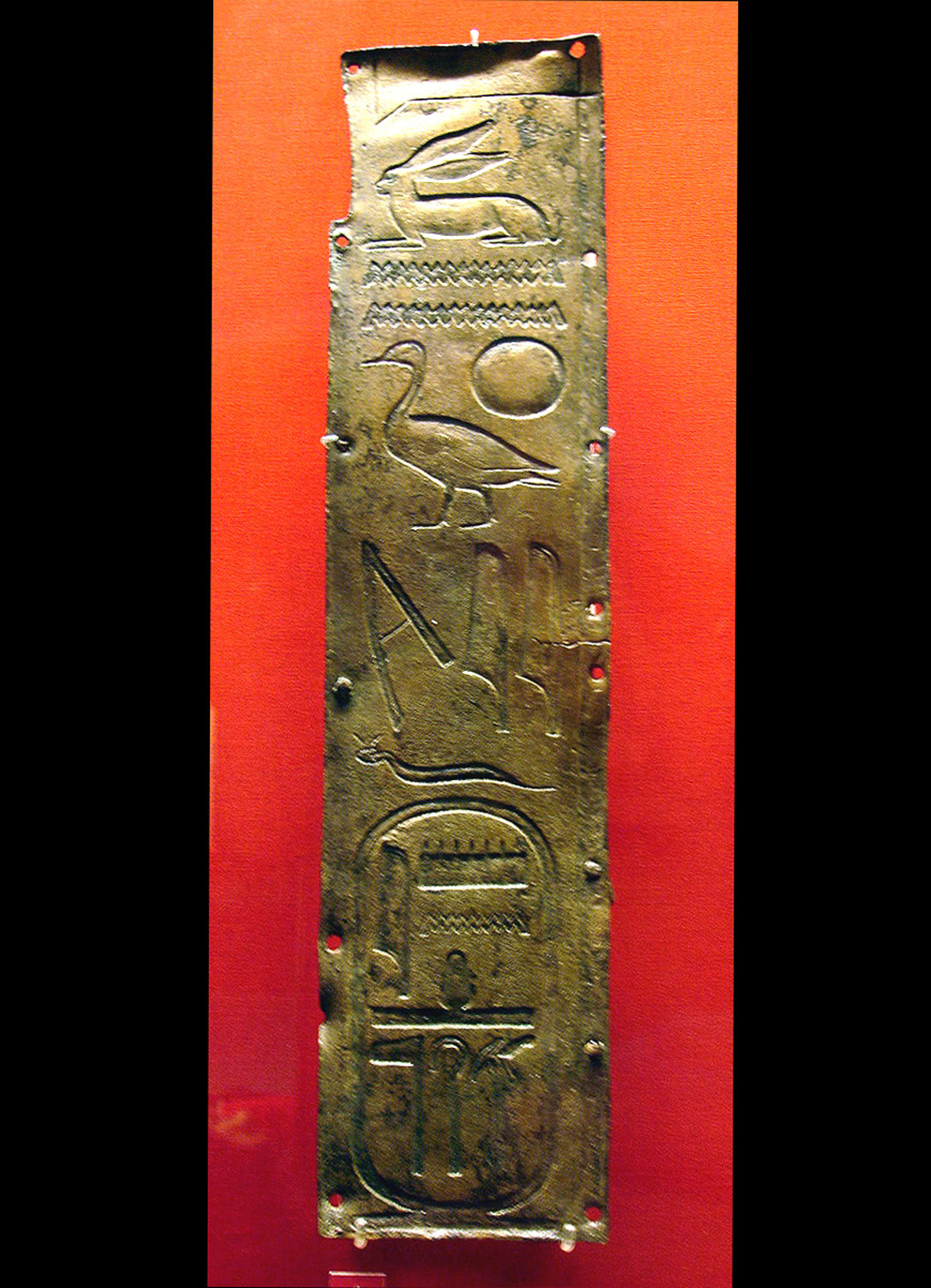
Tấm bảng đồng với vương hiệu của Amenhotep IV trước khi ông đổi tên thành Akhenaten, Bảo tàng Anh Quốc.

Vào tháng 2 năm 2014, Bộ cổ vật Ai Cập công bố bằng chứng thuyết phục cho thấy Akhenaten đã cùng đồng trị vì với vua cha trong ít nhất 8 năm. Bằng chứng này đến từ những chữ khắc được tìm thấy trong ngôi mộ Luxor của tể tướng Amenhotep-Huy.
Amenhotep IV lên ngôi ở Thebes và ở đó ông đã bắt đầu một dự án xây dựng. Ông cho trang trí lối vào phía nam cho tới ngoại vi của ngôi đền Amun-Re với những cảnh ông đang thờ cúng Re-Harakhti. Ông cũng đã sớm ra lệnh xây dựng một ngôi đền dành riêng cho thần Aten ở phía đông Karnak. Ngôi đền này được gọi là Gempaaten ("Thần Aten được thấy trong lãnh địa của Aten"). Gempaaten còn gồm một loạt những công trình, bao gồm cả một cung điện và một cấu trúc gọi là Benben Hwt (đặt tên theo khối đá Benben) được dành riêng cho Nữ hoàng Nefertiti. Các ngôi đền thờ thần Aten khác được xây dựng tại Karnak trong thời gian này bao gồm Rud-menu và Teni-menu, nó có thể được xây dựng gần tháp môn thứ chín. Trong thời gian này, ông đã không đàn áp tôn giáo thờ thần Amun, và vị Đại tư tế của thần Amun vẫn còn tại vị trong năm thứ tư dưới triều đại của ông. Nhà vua còn hiện diện với tên gọi Amenhotep IV trong các ngôi mộ của một số quý tộc ở Thebes: Kheruef (TT192), Ramose (TT55) và ngôi mộ của Parennefer (TT188).
Trong ngôi mộ của Ramose, Amenhotep IV xuất hiện trên bức tường phía tây theo phong cách truyền thống, ngồi trên một ngai vàng với Ramose xuất hiện phía trước nhà vua. Trong ngôi mộ Thebes của Parennefer, Amenhotep IV và Nefertiti đang ngồi trên ngai vàng cùng với đĩa mặt trời mô tả về vua và hoàng hậu.
Một trong những ghi chép cuối cùng đề cập đến Amenhotep IV là hai bản sao của một bức thư từ viên Tổng quản của Memphis là Apy (hoặc Ipy) gửi tới pharaon. Những văn kiện này được tìm thấy ở Gurob và có niên đại là vào năm cai trị thứ 5, tháng thứ ba của mùa Trồng trọt, ngày 19.

## Đổi tên thành Akhenaten
Vào ngày 13, Tháng 8, năm thứ năm dưới triều đại của mình, nhà vua đã đến địa điểm thành phố mới Akhetaten (ngày nay gọi là Amarna). Một tháng trước đó Amenhotep IV đã chính thức đổi tên thành Akhenaten. Amenhotep IV cũng thay đổi hầu hết cả năm tên hiệu của mình vào năm thứ 5 dưới triều đại của ông. Ông chỉ giữ lại tên prenomen của mình hoặc tên hiệu khi lên ngôi là Neferkheperure.
| E1 · D40 | N29 | A28 | S9 |

| E1 · D40 | N29 | A28 | S9 |

| i | t · n · N5 | mr |

| i | t · n · N5 | mr |

| wr · r | sw | t · n | i | i | m | i | t · p | Q1 | t · Z2 |

| wr · r | sw | t · n | i | i | m | i | t · p | Q1 | t · Z2 |

| wr · r | sw | i | i | Aa15 · N27 | i | t · n · N5 |

| wr · r | sw | i | i | Aa15 · N27 | i | t · n · N5 |

| U39 | Y1 | N28 · Z2ss | m | O28 | W24 · O49 | M27 |

| U39 | Y1 | N28 · Z2ss | m | O28 | W24 · O49 | M27 |

| U39 | r · n | V10 · n | i | t · n · N5 |

| U39 | r · n | V10 · n | i | t · n · N5 |

| ra | nfr | xpr | Z3 | ra · wa · n |

| ra | nfr | xpr | Z3 | ra · wa · n |

| ra | nfr | xpr | Z3 | ra · wa · n |

| ra | nfr | xpr | Z3 | ra · wa · n |

| i | mn · n | Htp | R8 | S38 | R19 |

| i | mn · n | Htp | R8 | S38 | R19 |

| i | t · n · ra | G25 | x · n |

| i | t · n · ra | G25 | x · n |

## Chính sách tôn giáo

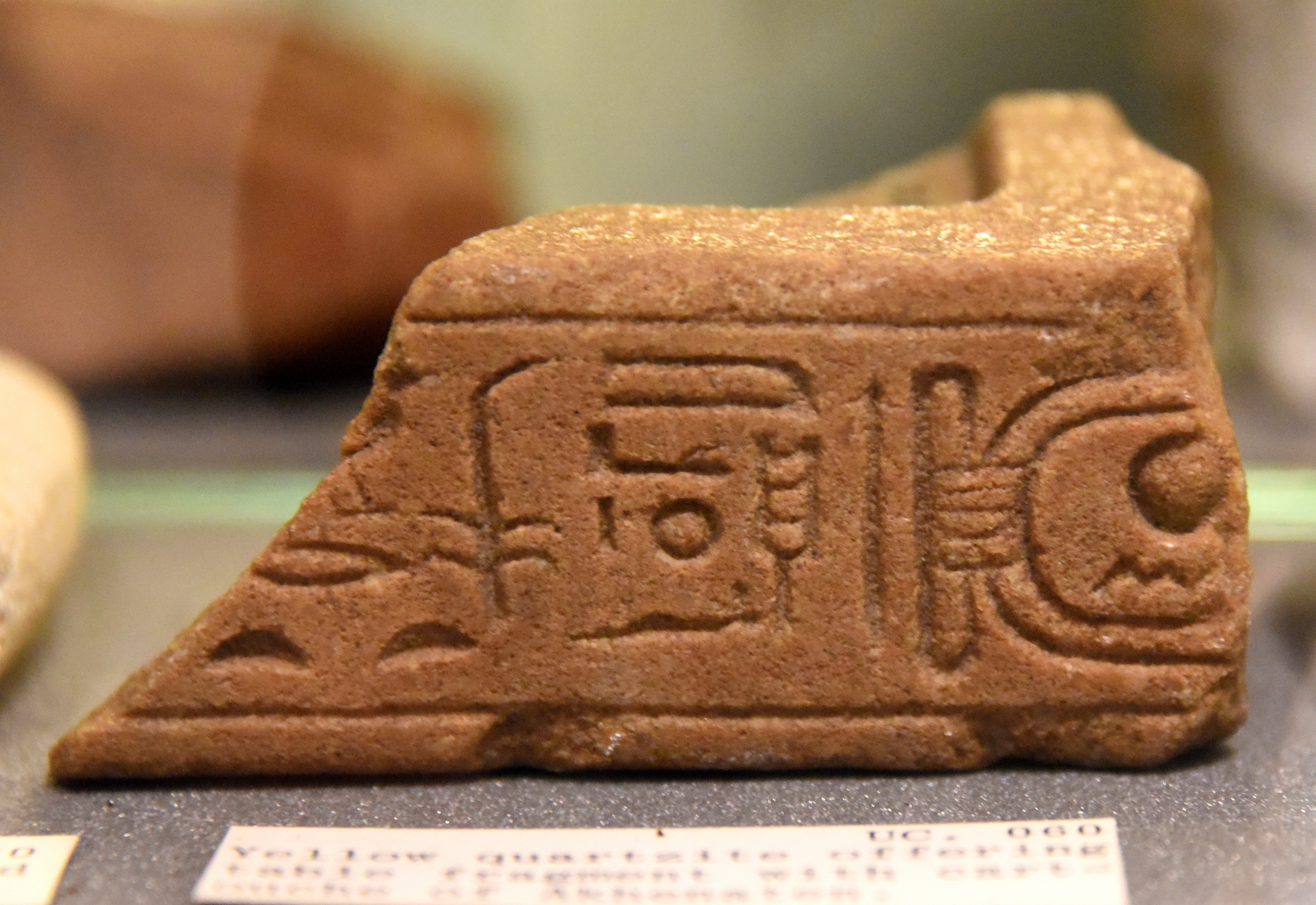
Mảnh vỡ với đồ hình của Akhenaten, theo sau là tên hiệu Vĩ đại trong suốt cuộc đời Ngài và tước hiệu của Nefertiti là Người Vợ Vĩ đại của đức vua. Triều đại của Akhenaten. Từ Amarna, Ai Cập. Bảo tàng khảo cổ học Ai Cập của Petrie, London

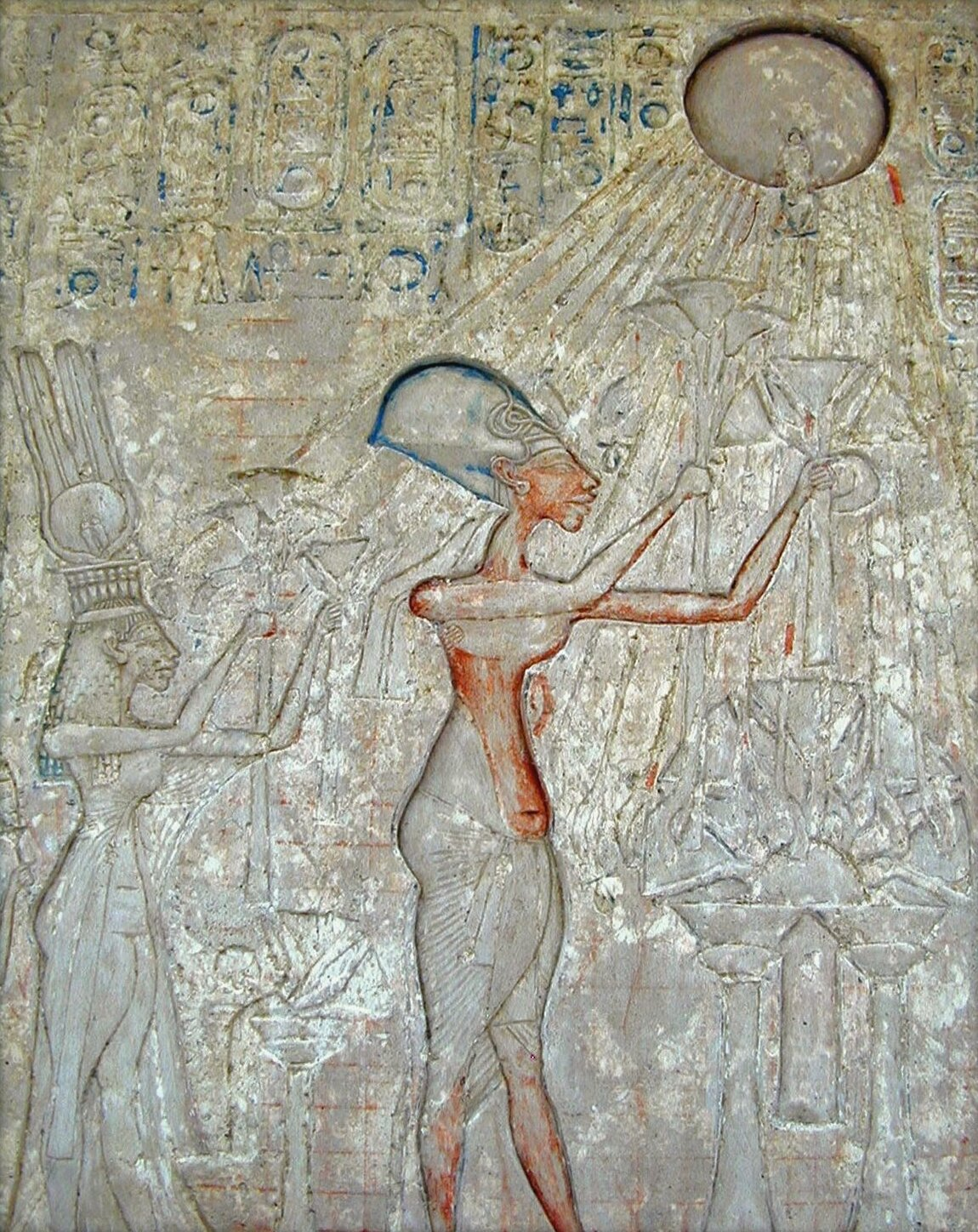
Pharaon Akhenaten (giữa) và gia đình của ông thờ cúng thần Aten.

Một số cuộc tranh luận gần đây của các nhà nghiên cứu đã tập trung vào mức độ của những cải cách tôn giáo mà Akhenaten đã áp dụng đối với người dân của mình. Một cách chắc chắn là theo thời gian dần trôi, ông đã sửa đổi tên của thần Aten cùng với các ngôn ngữ tôn giáo khác, để nhằm loại bỏ một cách dần dần những gì liên quan đến các vị thần khác; và vào một thời điểm nào đó, ông cũng đã bắt tay vào việc xóa bỏ tên của vị thần truyền thống trên quy mô lớn, đặc biệt là của thần Amun. Một số vị quan của ông đã thay đổi tên của họ bằng cách loại bỏ tên của những vị thần bảo trợ khác ra khỏi tên của họ rồi thay thế bằng tên của thần Aten (hoặc thần Ra, vị thần được Akhenaten đồng nhất với Aten). Tuy nhiên, ngay cả ở chính Amarna, một số vị quan vẫn giữ lại những tên gọi như Ahmose ("con của thần mặt trăng", chủ nhân của ngôi mộ số 3), và xưởng điêu khắc nơi các nhà khảo cổ học tìm thấy bức tượng Nefertiti nổi tiếng cùng với các tác phẩm chân dung hoàng gia khác, lại có liên quan đến một nghệ sĩ có tên gọi là Thutmose ("con của thần Thoth"). Một số lượng lớn các lá bùa bằng sứ được tìm thấy ở Amarna còn cho thấy rằng những lá bùa của các vị thần sinh nở và gia đình là Bes và Taweret, con mắt của Horus, cùng những lá bùa của các vị thần truyền thống khác, vẫn được người dân đeo một cách công khai. Thật vậy, một hố chôn giấu những đồ trang sức hoàng gia đã được tìm thấy ngay gần các ngôi mộ hoàng gia ở Amarna (ngày nay chúng nằm tại Bảo tàng Quốc gia Scotland), trong số đó có một chiếc nhẫn đề cập đến Mut, vợ của thần Amun. Những bằng chứng như vậy cho thấy rằng mặc dù Akhenaten đã không còn ủng hộ về mặt tài chính cho những ngôi đền truyền thống nữa, chính sách của ông đã khá khoan dung cho đến một thời điểm nào đó, có lẽ là liên quan đến một sự kiện đặc biệt mà vẫn chưa được biết đến diễn ra vào giai đoạn cuối triều đại của ông.

## Gia đình

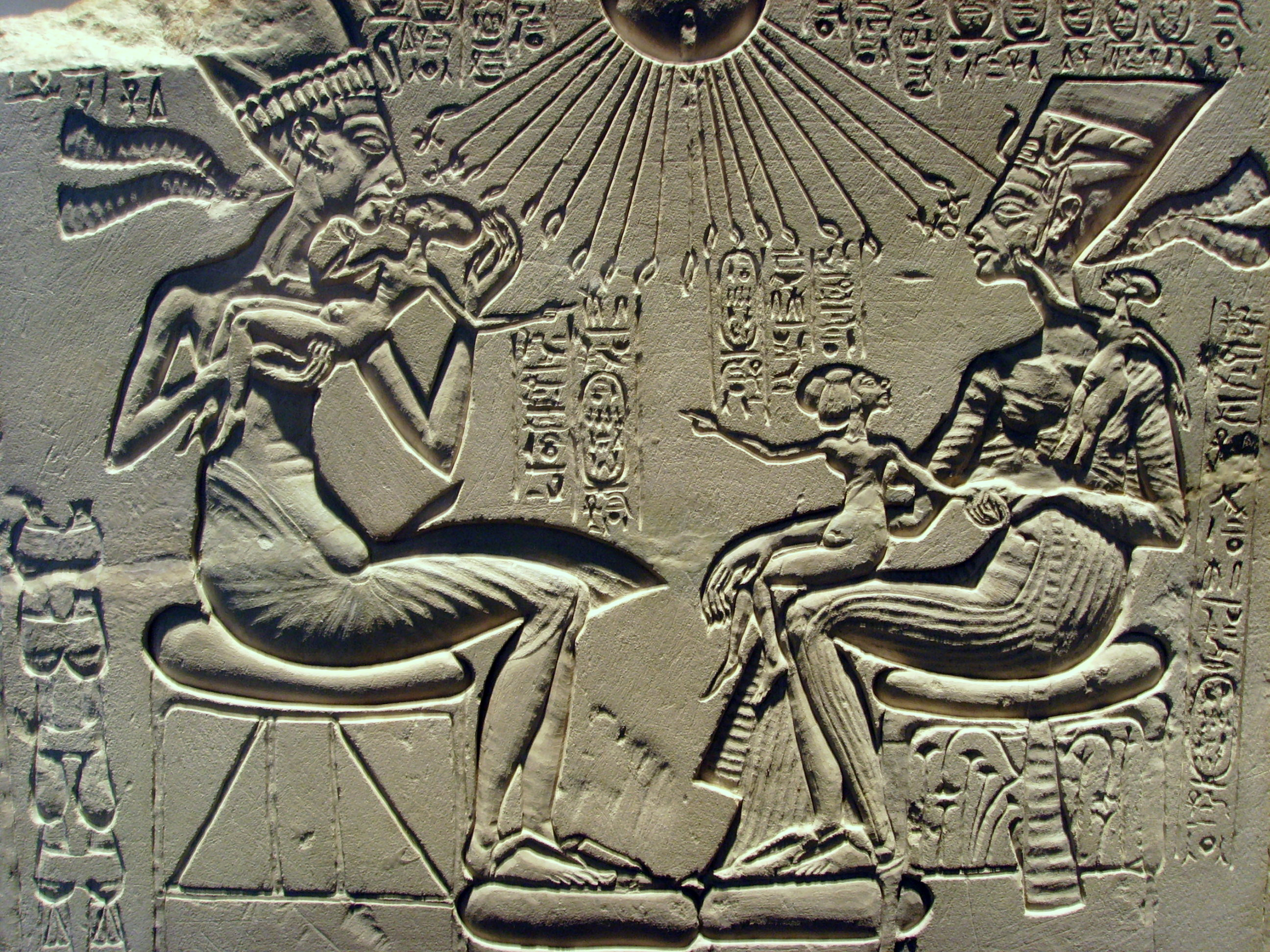
Akhenaten, Nefertiti và con cái của họ

Akhenaten kết hôn với Nefertiti ngay sau khi ông lên ngôi, và sáu người con gái của họ đã được xác định thông qua những bản khắc đá. Và nhờ vào phương pháp phân tích DNA gần đây, các nhà nghiên cứu đã xác định được rằng một trong những chị em ruột của ông, xác ướp "Quý bà trẻ", là mẹ của Tutankhaten (sau này là Tutankhamen). Nguồn gốc của Smenkhkare, vị vua kế vị ông, hiện vẫn chưa được biết rõ và người ta cho rằng Akhenaten cùng với một người vợ chưa rõ danh tính là cha mẹ của vị vua này.
Một người vợ thứ hai của Akhenaten có tên là Kiya, và bà ta được biết đến từ những bản khắc đá. Có một số giả thuyết cho rằng bà là mẹ của Tutankhamen, Smenkhkare, hoặc cả hai.
Sau đây là danh sách những người con của Akhenaten (được biết đến và giả thuyết) cùng với năm sinh theo giả thuyết:
- Smenkhkare - năm 35 hoặc 36 dưới thời Amenhotep III
- Meritaten - năm 1.
- Meketaten - năm 3, có thể sớm hơn.
- Ankhesenpaaten, sau này là Nữ hoàng của Tutankhamun- năm thứ 4.
- Neferneferuaten Tasherit - năm thứ 8
- Neferneferure - năm thứ 9
- Setepenre - năm 9.
- Tutankhaten - năm 8 hoặc 9 - sau này đổi tên thành Tutankhamun.[36]

Những người vợ của ông được biết đến là:
- Nefertiti, Người Vợ Hoàng Gia Vĩ đại của ông.
- Kiya, một thứ phi của ông.
- Một người con gái của Šatiya, vua của Enišasi[37]
- Một người con gái của Burna-Buriash, vua của Babylon[37]

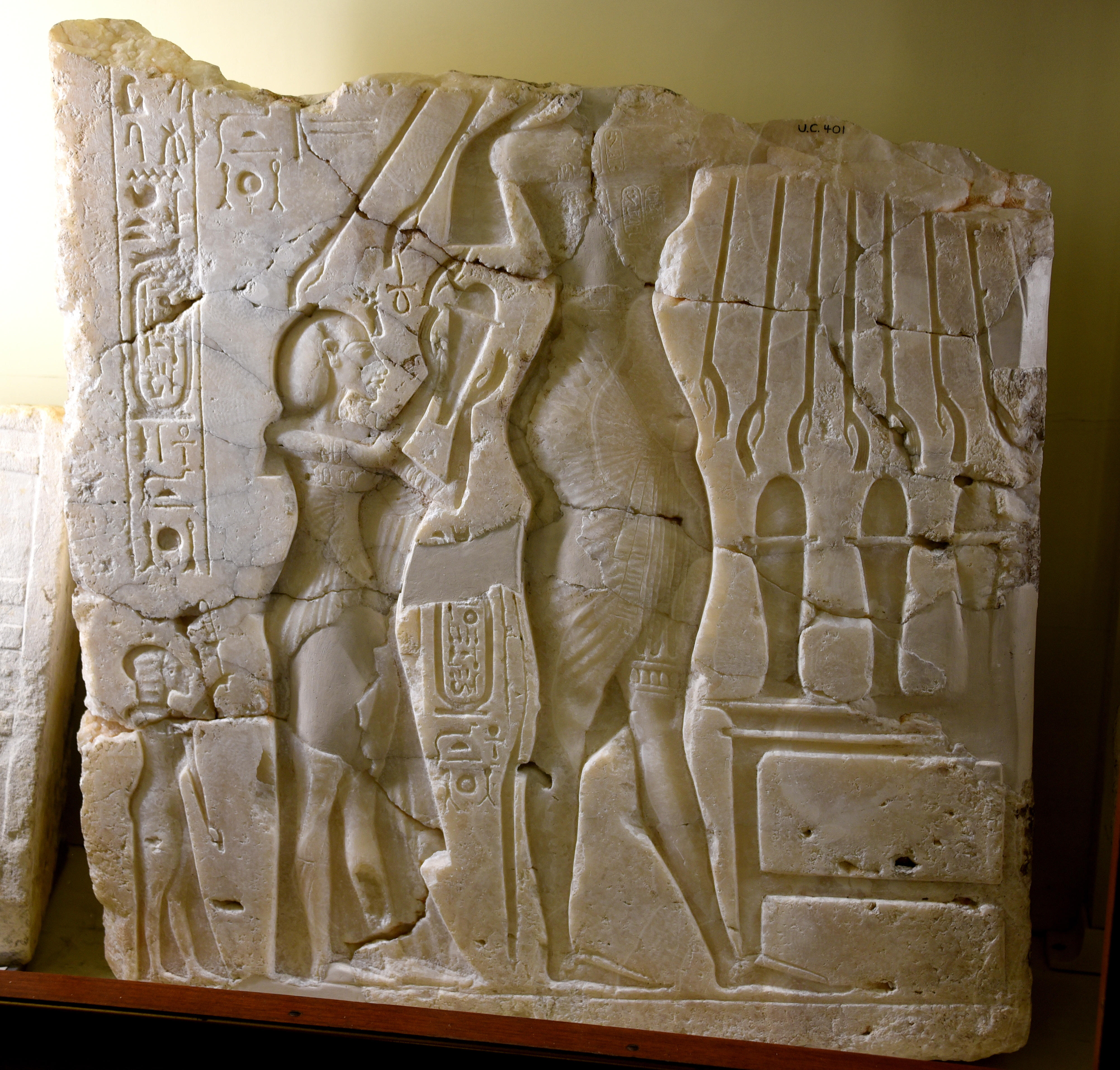
Phù điêu bằng đá thạch cao tuyết hoa miêu tả Akhenaten, Nefertiti, và con gái Meritaten. Từ Amarna, Ai Cập. Bảo tàng khảo cổ học Ai Cập của Petrie, London

Có giả thuyết cho rằng Akhenaten có thể đã lấy một vài người con gái của ông làm vợ, để nhằm cố gắng sinh ra một người thừa kế nam với họ, nhưng điều này đã tạo ra sự tranh cãi gay gắt. Một điều dường như chắc chắn đó là giống như vua cha Amenhotep III, Akhenaten đã phong cho một người con gái của ông làm Người Vợ Hoàng Gia Vĩ đại, nhưng điều này không có nghĩa chỉ ra rằng bà ta là một người vợ của ông bởi vì đây cũng còn là một tước hiệu quan trọng mang tính nghi thức.
- Meritaten được ghi lại là Người Vợ Hoàng gia Vĩ đại của Smenkhkare trong ngôi mộ của Meryre II ở Akhet-Aten. Tên của bà cũng đã được ghi lại bên cạnh tên của Vua Akhenaten và Vua Neferneferuaten cùng với tước hiệu Người Vợ Hoàng gia Vĩ đại trên một cái hộp nằm trong ngôi mộ của Tutankhamen. Những bức thư được các vị vua ngoại quốc gửi cho Akhenaten đã đề cập đến Meritaten như là 'Nữ chủ nhân của gia đình'.
- Meketaten, người con gái thứ hai của Akhenaten. Meketaten qua đời trong khi sinh con và điều này đã được ghi lại trong các ngôi mộ hoàng gia của Amarna vào khoảng năm 13 hoặc 14. Bởi vì danh tính người chồng của bà vẫn chưa được biết đến, cho nên có giả thuyết cho rằng Akhenaten là cha của đứa trẻ này. Tuy nhiên, dòng chữ ghi lại huyết thống của đứa trẻ kia đã bị hư hỏng, do đó vấn đề này vẫn chưa thể được giải quyết.
- Nhiều công trình kỷ niệm mà nguồn gốc ban đầu là dành cho Kiya, đã được khắc lại với tên của Meritaten và Ankhesenpaaten; những dòng chữ khắc được sửa lại này còn liệt kê một Meritaten-tasherit ("bé") và một Ankhesenpaaten-tisherit. Một số người cho rằng Akhenaten chính là cha của họ. Một số khác thì lại cho rằng bởi vì những người cháu nội này không được chứng thực ở bất cứ nơi nào khác, cho nên họ vốn không có thực và được tạo ra để nhằm lấp đầy chỗ trống mà ban đầu ghi lại tên những người con của Kiya.[39]

### Những miêu tả về pharaon và gia đình

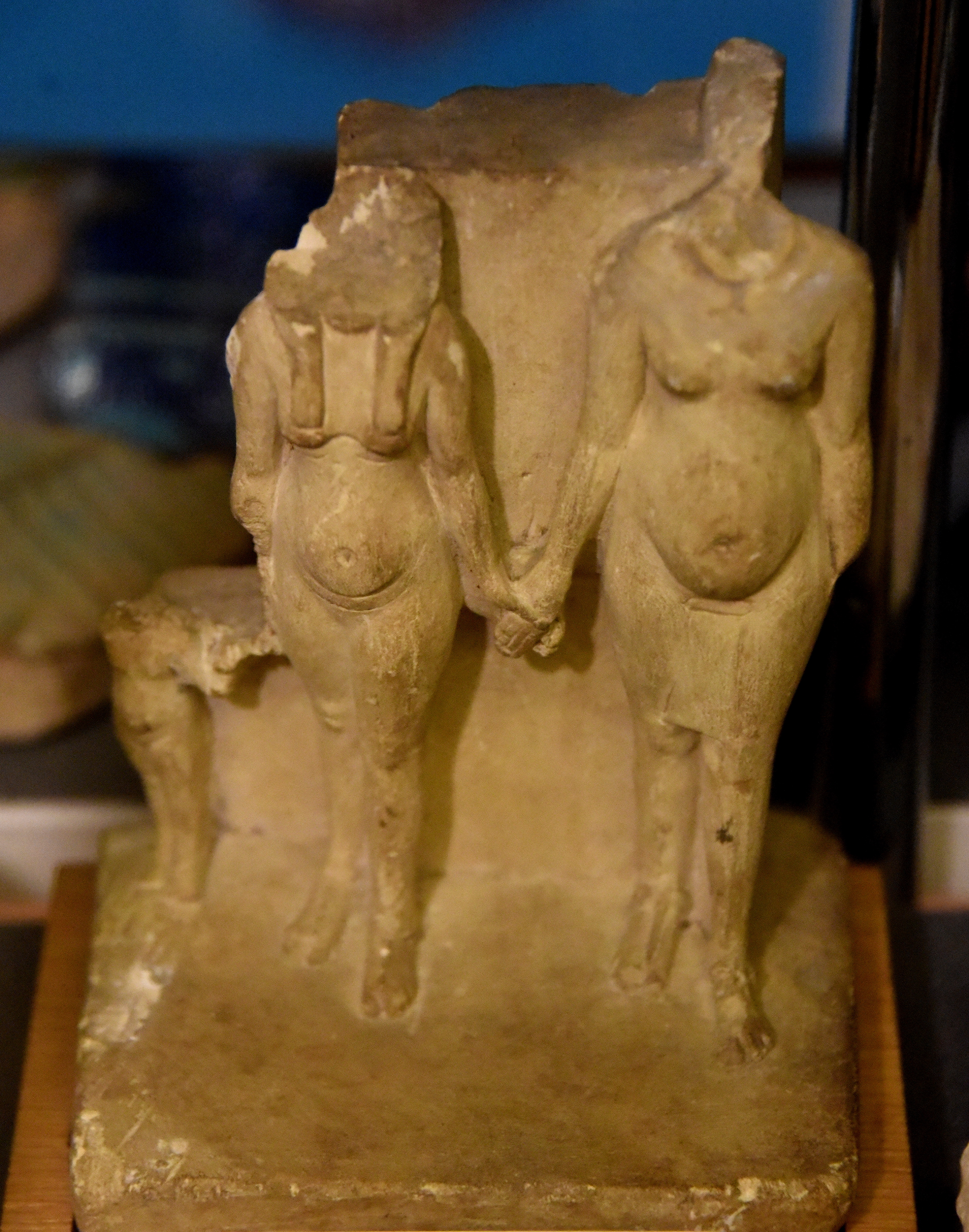
Bức tượng đá vôi của Akhenaten, Nefertiti, cùng một công chúa. Triều đại của Akhenaten. Từ Amarna, Ai Cập. Bảo tàng Khảo cổ học Ai Cập của Petrie, London

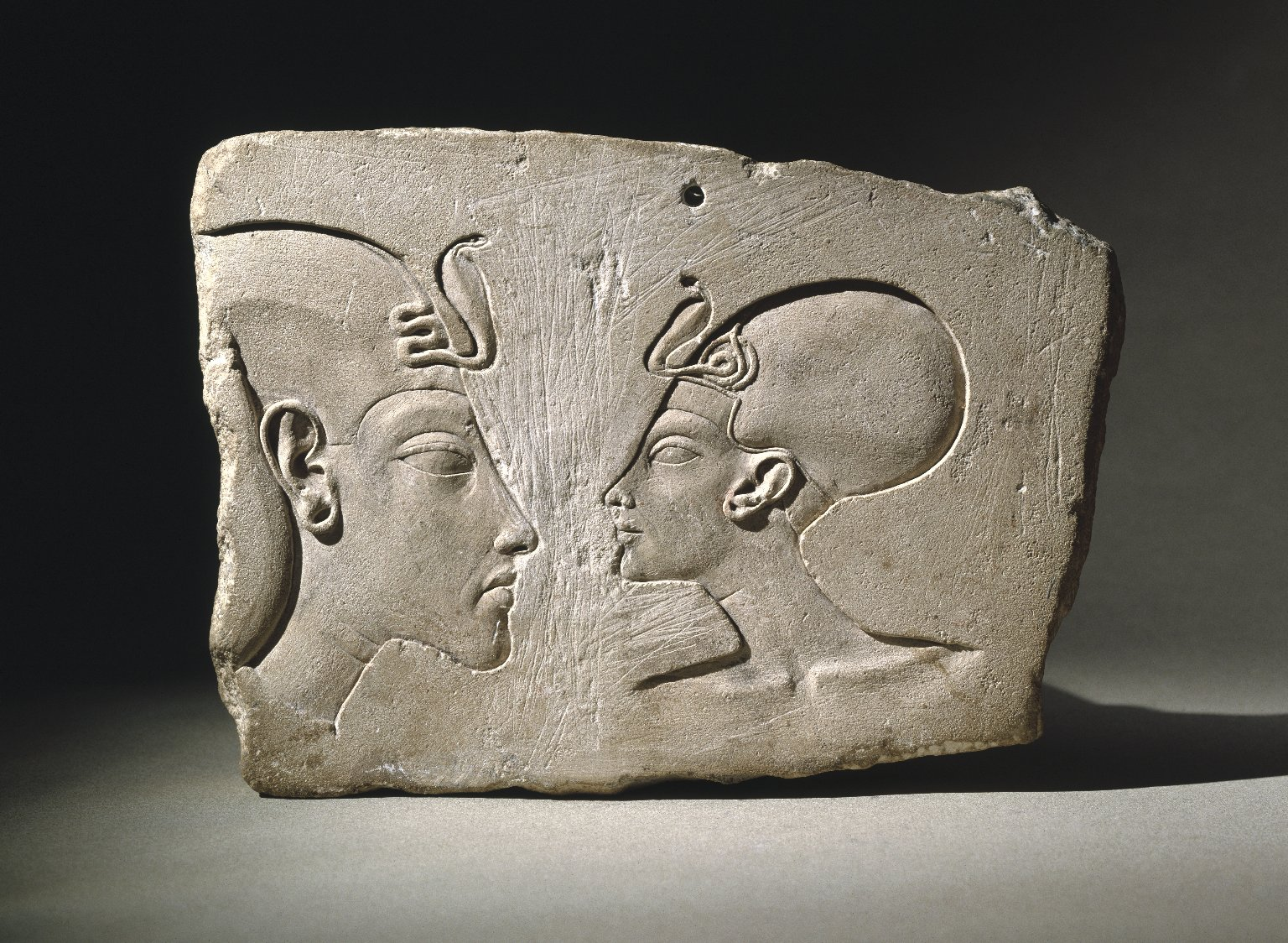
Tấm thẻ Wilbour, khoảng năm 1352-1336 TCN, Bảo tàng Brooklyn, bức phù điêu này miêu tả Akhenaten cùng Nefertiti vào giai đoạn cuối triều đại của họ.

Các phong cách nghệ thuật đã phát triển rực rỡ trong suốt giai đoạn ngắn ngủi này có sự khác biệt một cách rõ ràng so với các phong cách nghệ thuật Ai Cập khác. Trong một số trường hợp, sự miêu tả trở nên tự nhiên hơn, đặc biệt là trong việc miêu tả động vật và thực vật, những người dân thường, và trong cách miêu tả hành động và cử chỉ với một ý nghĩa nào đó dành cho những người thuộc và không thuộc hoàng gia. Tuy vậy, các thành viên của triều đình mà đặc biệt là các thành viên của gia đình hoàng gia đã được miêu tả hết sức cách điệu, với những chiếc đầu dài, phần bụng lồi ra, hông to, cánh tay và chân thì lại mảnh khảnh, và những nét đặc trưng trên khuôn mặt được cường điệu hóa. Đáng chú ý hơn nữa và cũng là thời kỳ duy nhất trong lịch sử nghệ thuật hoàng gia Ai Cập, gia đình của Akhenaten đã được miêu tả rõ ràng là đang thực hiện các hoạt động mang tính tự nhiên, thể hiện tình cảm đối với nhau và nắm tay nhau (trong nghệ thuật truyền thống, tính thần thánh của một vị pharaon được thể hiện thông qua sự thư thái, thậm chí bất động).
Nefertiti cũng xuất hiện trong các hoạt động thường vốn chỉ dành cho một pharaon, cả bên cạnh nhà vua và chỉ có một mình (hoặc với cùng với những người con gái), điều này cho thấy rằng bà đã có được một địa vị đặc biệt dành cho một nữ hoàng. Những miêu tả nghệ thuật thời kỳ đầu về bà thường tỏ ra khó có thể phân biệt được với những miêu tả về phu quân của bà, ngoại trừ những biểu trưng và y phục của bà, nhưng ngay sau khi chuyển đến kinh đô mới, Nefertiti bắt đầu được miêu tả với những đặc trưng riêng của mình.

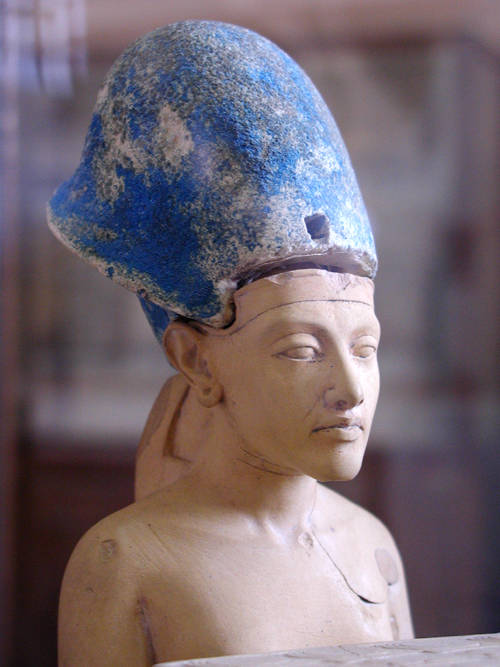
Bức tượng nhỏ của Akhenaten đội vương miện chiến tranh màu xanh của Ai Cập

Lý do tại sao hình dáng của Akhenaten lại được miêu tả một cách kì quặc, theo kiểu ái am ái nữ nổi bật đến như vậy, hiện vẫn là một vấn đề gây nhiều tranh cãi. Có giả thuyết cho rằng điều này mang mục đích về mặt tôn giáo, như là để mô phỏng lại vai trò sáng tạo của thần Aten, vị thần này được gọi là "mẹ và cha" của tất cả mọi thứ trong những lăng mộ ở Amarna. Hoặc là có giả thuyết khác cho rằng phong cách chân dung của Akhenaten (và gia đình của ông) đã phóng đại những đặc điểm thể chất khác biệt của ông. Trừ khi xác ướp của Akhenaten được xác định một cách chính xác, bằng không các giả thuyết như vậy vẫn chỉ là suy đoán. Một số học giả nhận định rằng xác ướp 61074 được tìm thấy trong ngôi mộ KV55, một ngôi mộ chưa được xây dựng xong ở Thung lũng các vị vua, chính là của Akhenaten. Nếu điều này là thực hoặc xác ướp trong ngôi mộ KV55 là một người có quan hệ gần gũi về mặt huyết thống với ông, Smenkhkare, kích thước của nó có khuynh hướng ủng hộ cho giả thuyết rằng những miêu tả phóng đại về Akhenaten thực chất chính là diện mạo của ông. Mặc dù vậy, xác ướp này chỉ bao gồm những đoạn xương rời rạc, hộp sọ dài và có một cái cằm nhô lên, chân tay của xác ướp này thì nhẹ và dài. Năm 2007, Zahi Hawass và một nhóm các nhà nghiên cứu đã tiến hành chụp CT Scan đối với xác ướp 61074. Và với những đặc điểm như là phần xương sọ dài, xương má, khe hở hàm ếch cùng răng khôn mọc lệch, họ đã kết luận rằng xác ướp này là cha của Tutankhamun, và do vậy chính là Akhenaten.

## Đối ngoại

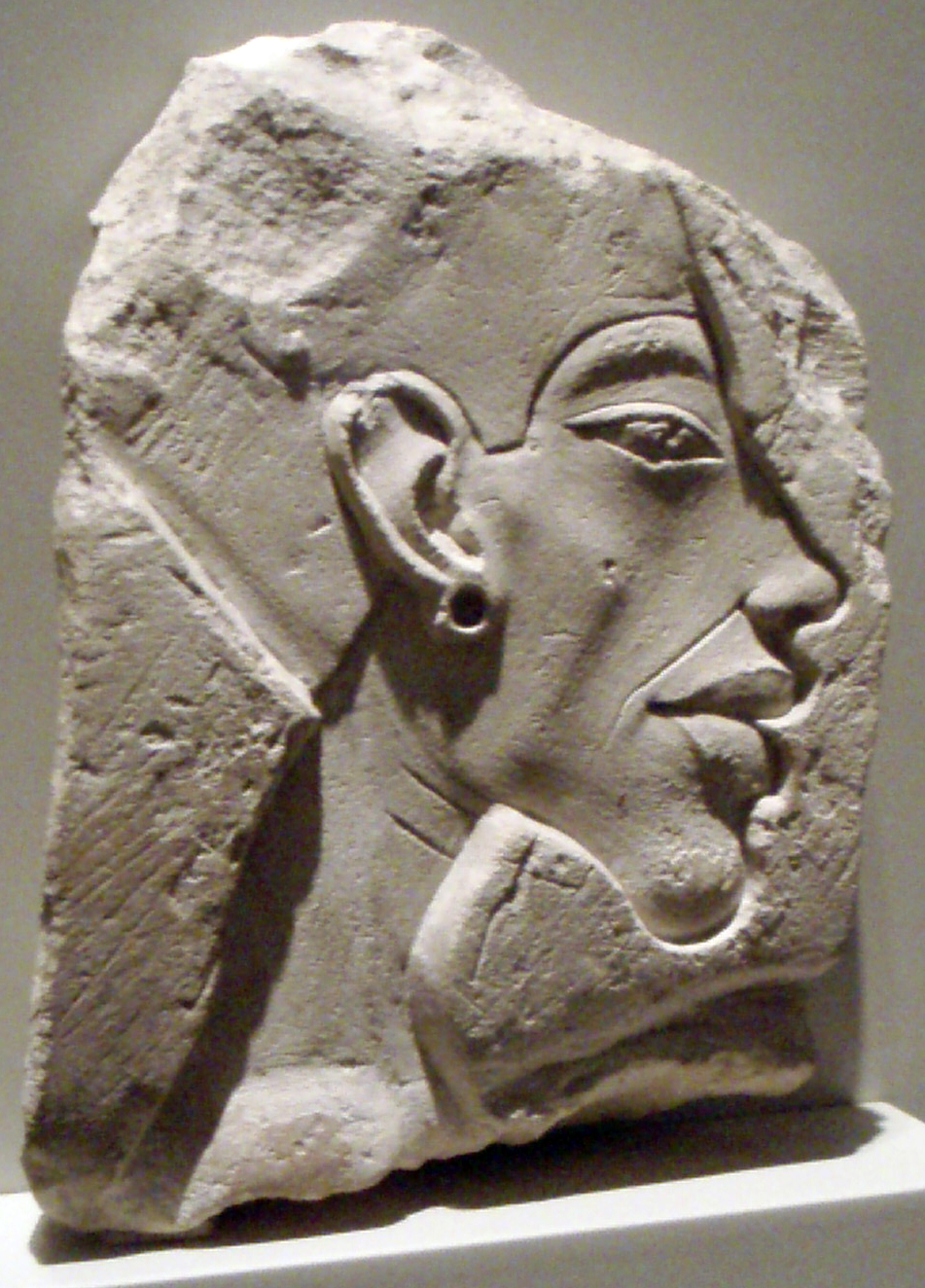
Akhenaten theo phong cách điển hình thời kỳ Amarna.

Những bức thư Amarna, một tập hợp của các thư từ ngoại giao được phát hiện tại el-Amarna (tên gọi hiện đại của thành phố Akhetaten), đã cung cấp bằng chứng quan trọng về triều đại và chính sách đối ngoại của Akhenaten. Những bức thư này bao gồm một tập hợp vô giá các bức thư được viết trên những tấm bảng bằng đất sét, chúng được gửi đến cho Akhetaten từ các vị vua chư hầu khác nhau thông qua các tiền đồn quân sự của Ai Cập và từ các vị vua ngoại quốc (được thừa nhận như là "Các vị Vua vĩ đại") của vương quốc Mitanni, Babylon, Assyria và của Hatti. Các viên thống đốc và những vị vua chư hầu của Ai Cập cũng thường xuyên viết thư để cầu xin vàng từ pharaon, và cũng than phiền rằng ông đã làm nhục và lừa dối họ.

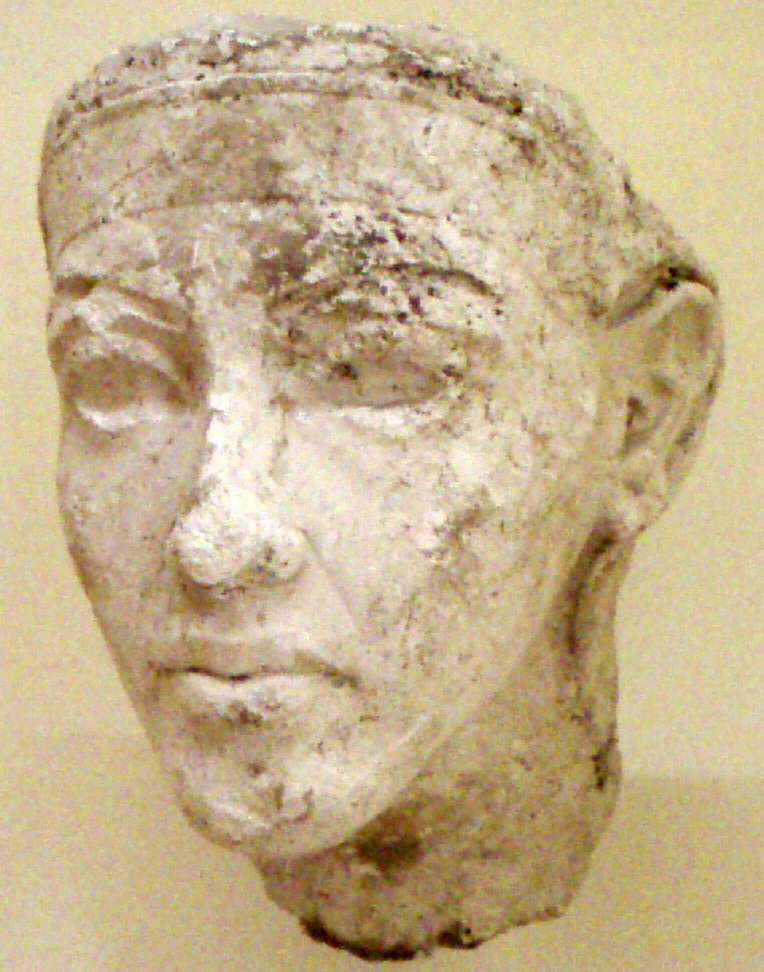
Bức chân dung trầm tư bằng thạch cao của một pharaon, Akhenaten hoặc một người đồng nhiếp chính hoặc kế vị. Được phát hiện trong công xưởng của nhà điêu khắc hoàng gia Thutmose tại Amarna, ngày nay là một phần trong Bộ sưu tập của Bảo tàng Ai Cập ở Berlin.

Vào đầu triều đại của mình, Akhenaten đã mâu thuẫn với Tushratta, vua của Mitanni, vị vua này đã cầu xin sự ủng hộ từ vua cha của ông để nhằm chống lại người Hittite. Tushratta phàn nàn trong nhiều bức thư rằng Akhenaten đã gửi cho ông ta những bức tượng được mạ vàng thay vì những bức tượng được làm bằng vàng ròng; Bức thư Amarna EA 27 còn lưu giữ lời phàn nàn của Tushratta dành cho Akhenaten về tình cảnh trên:

"Ta... đã thỉnh cầu cha của ngài Mimmureya về những bức tượng đúc bằng vàng ròng, một cái dành cho bản thân ta và một bức tượng thứ hai, một bức tượng của Tadu-Heba [Tadukhepa], con gái ta, và cha ngài nói rằng: "Đừng nói là chỉ tặng những bức tượng được đúc bằng vàng ròng. Ta sẽ tặng cho ngài một cái khác được làm từ ngọc lưu ly. Ta cũng sẽ tặng cho ngài, cùng với các bức tượng, thêm nhiều vàng và của cải [khác] vượt quá hạn mức". Bất cứ vị sứ giả nào của ta ở Ai Cập lúc đó đều đã nhìn thấy số vàng dành cho những bức tượng với đôi mắt của họ. Cha của ngài đã tự mình đúc lại các bức tượng với sự chứng kiến của các sứ giả của ta, và ngài ấy đã tạo nên chúng hoàn toàn bằng vàng ròng...Ngài ấy còn cho họ thấy thêm nhiều vàng hơn nữa, mà đã vượt quá hạn mức những thứ mà ngài ấy đã gửi cho ta. Ngài ấy đã nói với những sứ giả của ta rằng: Nhà ngươi hãy nhìn xem, ở đây là những bức tượng, ở kia là số vàng và của cải vượt quá hạn mức mà ta gửi cho người anh em của mình. Và các sứ giả của ta đã nhìn thấy bằng chính đôi mắt của họ! Nhưng người anh em của ta [tức là Akhenaten] đã không gửi tặng những bức tượng vàng [ròng] mà cha của ngài định gửi tặng. Ngài đã gửi tới một bức tượng gỗ được mạ vàng.

Trong khi Akhenaten chắc chắn không phải là một đồng minh thân cận của Tushratta, ông rõ ràng đã tỏ ra quan tâm đến sự mở rộng quyền lực của đế quốc Hittite dưới sự cai trị của vị vua hùng mạnh Suppiluliuma I. Người Hittite giành được một chiến thắng trước Mitanni và vị vua của nó là Tushratta và điều này đã phá vỡ toàn bộ cán cân quyền lực quốc tế ở khu vực Trung Đông Cổ đại tại thời điểm người Ai Cập đã thiết lập hòa bình với Mitanni; nó sẽ khiến cho một số chư hầu của Ai Cập ngả về phía người Hittite. Một nhóm các quốc gia đồng minh của Ai Cập đã cố gắng nổi dậy chống lại người Hittite và viết thư cầu xin Akhenaten gửi quân đội tới cứu viện, nhưng ông không đáp lại hầu hết các lời cầu xin của họ. Có các bằng chứng cho thấy rằng những lộn xộn ở biên giới phía Bắc đã gây ra sự bất ổn ở khu vực Canaan, đặc biệt trong cuộc chiến tranh giành quyền lực giữa Labaya của Shechem với Abdi-Heba của Jerusalem, mà đòi hỏi pharaon phải can thiệp vào khu vực này bằng cách phái các đạo quân Medjay tiến về phía bắc. Akhenaten còn thẳng thừng từ chối giải nguy cho chư hầu của ông là Rib-Hadda của Byblos - vương quốc của ông ta đang bị vây hãm bởi vương quốc Amurru dưới thời trị vì của Abdi-Ashirta và sau này là Aziru, con trai của Abdi-Ashirta, bất chấp việc Rib-Hadda đã rất nhiều lần cầu cứu pharaon. Rib-Hadda đã viết tổng cộng 60 bức thư cho Akhenaten để cầu xin sự trợ giúp đến từ pharaon. Mệt mỏi vì phải nhận những bức thư liên tiếp đến từ Rib-Hadda, Akhenaten đã từng nói với Rib-Hadda rằng: "Nhà ngươi là người viết thư cho ta nhiều hơn tất cả các thị trưởng khác" hoặc là các chư hầu Ai Cập trong bức thư EA 124. Rib-Hadda không hiểu được rằng vị vua Ai Cập sẽ không tổ chức và phái toàn bộ quân đội tiến về phía bắc chỉ để giữ nguyên vẹn hiện trạng chính trị của một số tiểu quốc nằm ở ven rìa phần lãnh thổ châu Á của Ai Cập. Rib-Hadda cuối cùng sẽ phải trả giá cho điều này: ông ta bị trục xuất khỏi Byblos bởi một cuộc chính biến được tiến hành bởi người em trai là Ilirabih và việc này cũng đã được đề cập đến trong một bức thư. Sau khi khẩn cầu một cách vô vọng sự trợ giúp từ Akhenaten, Rib-Hadda đã quay sang cầu xin sự giúp đỡ của Aziru, kẻ thù truyền kiếp của ông ta, để nhằm giành lại ngai vàng cho bản thân mình, Aziru ngay lập tức đưa ông ta đến chỗ vị vua của Sidon, và gần như chắc chắn sau đó Rib-Hadda đã bị hành quyết.
William L. Moran  lưu ý rằng nội dung của hơn 380 bức thư Amarna lại trái ngược với quan điểm quy ước cho rằng Akhenaten đã bỏ qua các vùng lãnh thổ ở nước ngoài của Ai Cập và hướng sự quan tâm vào những cải cách ở trong nước của ông. Một số bức thư từ các chư hầu của Ai Cập báo tin cho vị pharaon biết được rằng họ đã làm theo những chỉ thị của ông:
Gửi tới đức vua, vị chúa tể của thần, vị thần của thần, mặt trời của thần, mặt trời từ trên trời cao: Thông điệp của Yapahu, người cai trị của Gazru, đầy tớ của ngài, cát bụi dưới chân ngài. Thần thực sự tự mình phủ phục dưới chân của đức vua, chúa tể của thần, vị thần của thần, mặt trời của thần... 7 lần và 7 lần, trên bụng và ở trên lưng. Thần thực sự đang canh gác vùng đất của đức vua, vị chúa tể của thần, mặt trời của bầu trời, nơi thần đang ở, và tất cả những điều mà đức vua, vị chúa tể của thần, đã viết cho thần, thần thực sự đang thực hiện - tất cả mọi thứ! Vậy thần là ai, một con chó, và đâu là nhà của thần... và bất cứ việc gì thần được sai khiến, mà là mệnh lệnh của đức vua, chúa tể của thần, mặt trời từ bầu trời, chẳng nhẽ lại không nên luôn luôn tuân theo? "(EA 378)

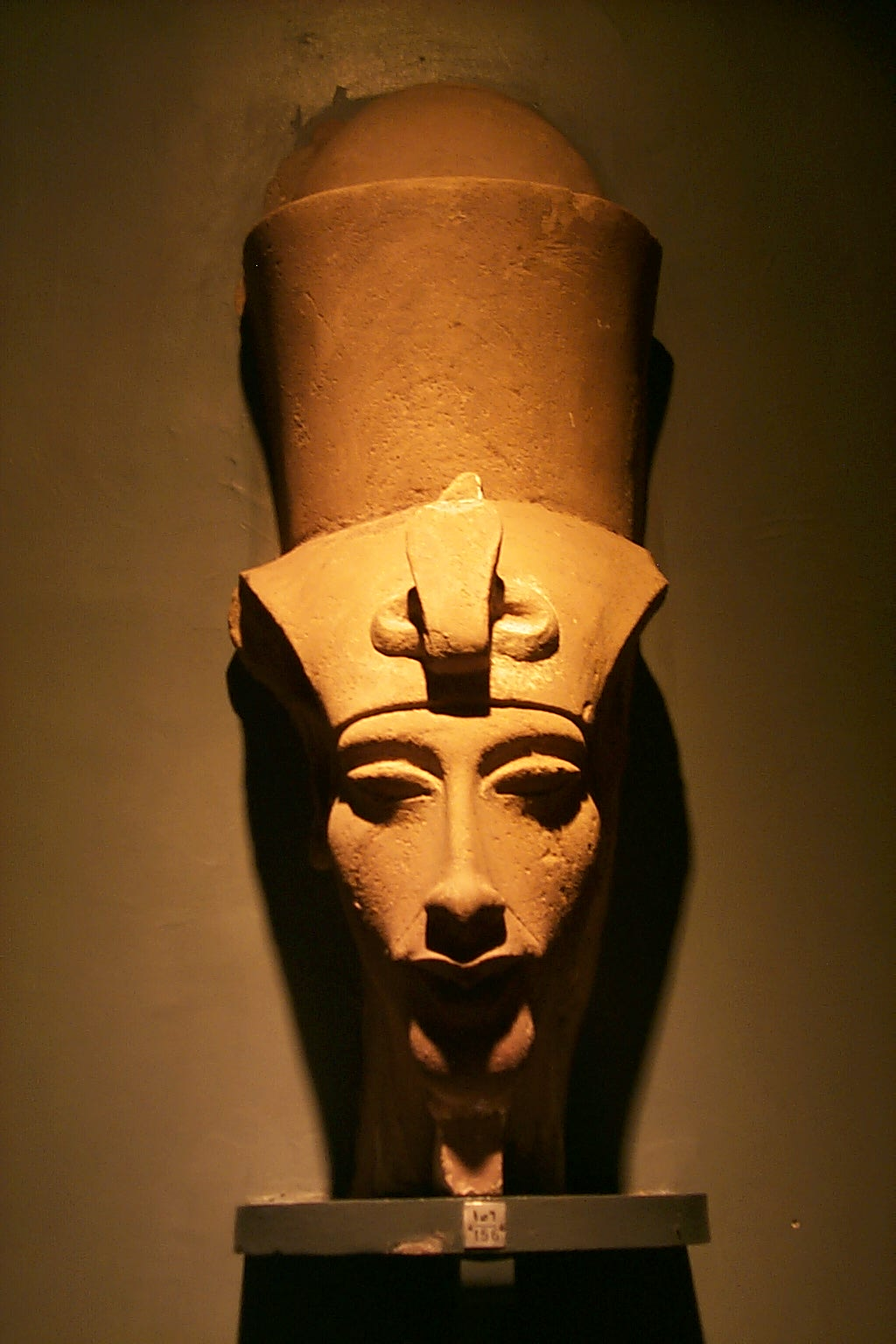
Đầu tượng của Akhenaten

Sau khi Rib-Hadda trung thành bị sát hại bởi sự xúi giục của Aziru, Akhenaten đã gửi một lá thư đầy giận dữ đến cho Aziru, với một sự kết tội được ám chỉ rõ ràng về sự phản bội công khai của ông ta. Akhenaten đã viết rằng:

Hãy nói với Aziru, người cai trị của Amurru: Đức vua, chúa tể của ngươi, [Akhenaten], nói như vậy: Người cai trị Gubla, [Byblos] người đã bị em trai mình đuổi khỏi cánh cổng, nói với ngươi rằng: "Hãy đưa ta đi và đem ta tới thành phố. Có rất nhiều bạc, và ta sẽ tặng chúng cho ngươi. Quả thực đó là sự giàu sang bậc nhất, nhưng không phải là với ta [ở đây]". Dẫu cho người cai trị ấy [Rib-Hadda] đã nói với ngươi như vậy. Không phải là nhà ngươi đã viết thư cho đức vua, chúa tể của ngươi nói rằng, "Thần là đầy tớ của người giống như tất cả các thị trưởng trước đây [nghĩa là các chư hầu] trong thành phố của ngài"? Tuy nhiên, nhà ngươi đã hành động một cách lỗi lầm bằng cách đưa viên thị trưởng đã bị em trai của mình đuổi khỏi cánh cổng, đi khỏi thành phố của Ngài.
Hắn ta [Rib-Hadda] đã có mặt tại Sidon, và theo quyết định của chính nhà ngươi, ngươi đã trao hắn lại cho [một vài] thị trưởng. Liệu nhà ngươi có không biết gì về sự gian ác của những con người này? Nếu nhà ngươi thật sự là đầy tớ của đức vua, tại sao nhà ngươi lại không tố cáo hắn ta trước mặt đức vua, chúa tể của ngươi, rằng: "Viên thị trưởng này đã viết thư cho thần nói rằng:" Hãy đưa ta đến chỗ nhà ngươi và đem ta trở về thành phố của mình?". Và nếu như nhà ngươi đã hành động một cách trung thành, thì tất cả những gì nhà ngươi đã viết đều không đúng. Thực tế thì, đức vua đã suy ngẫm về chúng như sau, "Tất cả mọi thứ nhà ngươi nói đều không thân thiện."
Ngay lúc này đây, đức vua đã nghe nói như sau: "Nhà ngươi đang hòa thuận với vị vua của Qidsa (Kadesh). Hai ngươi cùng ăn và cùng uống với nhau." Và đó là sự thật. Tại sao nhà ngươi lại hành động như vậy? Tại sao nhà ngươi lại hòa thuận với một vị vua mà đức vua đang chiến đấu? Và ngay cả khi nhà ngươi đã hành động một cách trung thành, ngươi đã xem xét về quyết định của chính nhà ngươi hay chưa, và ý kiến của hắn đã không được quan tâm đến. Ngươi đã tỏ ra không quan tâm đến những điều mà nhà ngươi đã làm trước đó. Điều gì đã xảy ra giữa ngươi và chúng khiến cho nhà ngươi không còn đứng về phía đức vua, chúa tể của ngươi? Hãy lưu tâm đến những kẻ đang huấn luyện nhà ngươi cho lợi ích của riêng chúng. Chúng muốn đẩy nhà ngươi vào ngọn lửa... Nếu vì bất cứ lý do gì đi chăng nữa nhà ngươi muốn làm điều ác, và nếu như nhà ngươi mưu tính điều ác, những điều dối trá, thì ngươi, cùng với toàn bộ gia đình của mình, sẽ chết dưới lưỡi rìu của đức vua. Vậy nên, hãy hoàn thành việc phục sự đức vua của nhà ngươi, chúa tể của nhà ngươi, và ngươi sẽ sống. Bản thân nhà ngươi cũng biết rằng nhà vua không thất bại khi Ngài nổi cơn thịnh nộ chống lại toàn bộ Canaan. Và khi nhà ngươi đã viết rằng: "Cầu xin Đức vua, Chúa tể của thần, tha thứ cho thần năm nay, và sang năm sau thần sẽ tới chỗ đức vua, chúa tể của thần, [tức là Ai Cập]. Nếu điều này không thể được, thần sẽ gửi con trai của thần tới thế chỗ cho mình"- Đức vua, chúa tể của nhà ngươi, tha thứ cho nhà ngươi trong năm nay theo đúng những gì ngươi nói. Hãy tự mình đi tới, hoặc phái con trai của ngươi đến [ngay tức khắc]. (EA 162)

Bức thư này cho thấy rằng Akhenaten đã dành sự quan tâm sát sao đối với các vấn đề của những chư hầu ở Canaan và Syria. Akhenaten ra lệnh cho Aziru phải đến Ai Cập và giữ ông ta ở lại đó ít nhất một năm. Cuối cùng, Akhenaten buộc phải thả cho Aziru quay trở lại quê hương của ông ta bởi vì khi ấy người Hittite đã tiến quân về phía Nam tới Amki, điều này tạo ra sự uy hiếp đối với hàng loạt các quốc gia chư hầu ở châu Á của Ai Cập, bao gồm cả Amurru. Chẳng bao lâu sau khi trở về Amurru, Aziru cùng với vương quốc của ông ta đã chạy sang hàng ngũ của người Hittite. Chúng ta biết được rằng vào thời điểm Rib-Hadda viết một bức thư Amara có nhắc đến việc người Hittite đã "chiếm hết toàn bộ các xứ sở từng là chư hầu của vua Mitanni" (EA 75), Akhenaten đã cố gắng duy trì sự kiểm soát của Ai Cập đối với khu vực trung tâm của Đế quốc Cận Đông (mà bao gồm khu vực ngày nay là Israel cũng như khu vực ven biển của người Phoenicia) đồng thời tránh xung đột với đế quốc Hittite của Suppiluliuma I đang ngày một hùng mạnh. Chỉ có duy nhất tỉnh biên giới Amurru ở Syria là bị mất vĩnh viễn vào tay của người Hittite, bởi vì vị vua của nó là Aziru đã đào ngũ sang phía người Hittite. Sau cùng, trái với quan điểm truyền thống về một vị vua đã không chú ý tới những mối quan hệ quốc tế của Ai Cập, Akhenaten được biết đến là đã tiến hành ít nhất một chiến dịch ở Nubia vào năm trị vì thứ 12 của ông, chiến dịch này của ông đã được nhắc tới trên tấm bia đá Amada CG 41806 và trên một bia đá khác tại Buhen.

## Qua đời, an táng và kế vị

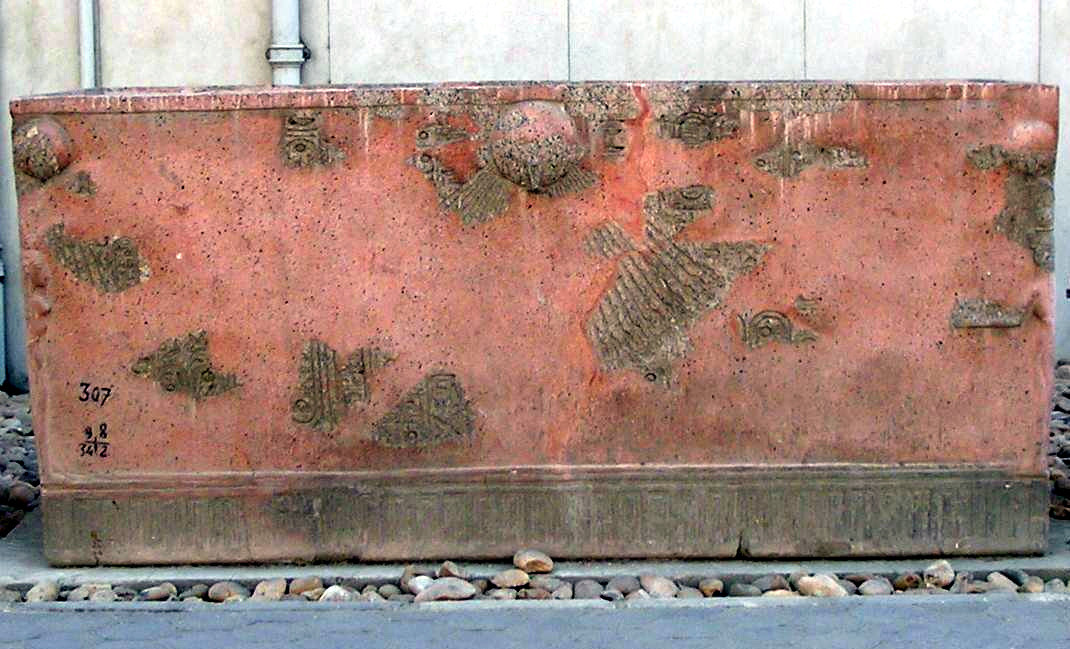
Chiếc quách của Akhenaten được phục dựng lại từ những mảnh vỡ mà được phát hiện trong ngôi mộ ban đầu của ông ở Amarna, ngày nay nằm tại Bảo tàng Ai Cập, Cairo.

Lần xuất hiện cuối cùng của Akhenaten cùng với gia đình hoàng gia Amarna mà có ghi rõ ngày tháng đó là trong ngôi mộ của Meryra II, và niên đại của nó là vào tháng thứ hai, năm trị vì thứ 12 của ông. Sau thời điểm này, những ghi chép lịch sử đều không rõ ràng và chỉ có duy nhất sự kế vị của Tutankhamun là đã được biết rõ.
Vào tháng 12 năm 2012, các nhà khảo cổ học tuyên bố rằng họ đã tìm thấy một bản khắc đá với niên đại được ghi rõ là vào ngày 15 tháng thứ ba mùa Akhet năm thứ 16 của Akhenaten, nó cũng đề cập đến sự hiện diện của Nữ hoàng Nefertiti trong cùng một dòng, bản khắc này được phát hiện tại một mỏ đá vôi nằm ở Deir el-Bersha phía bắc của Amarna. Nội dung của nó đề cập đến một dự án xây dựng ở Amarna, và cho chúng ta biết được rằng Akhenaten và Nefertiti vẫn là một cặp vợ chồng hoàng gia chỉ một năm trước khi Akhenaten qua đời.

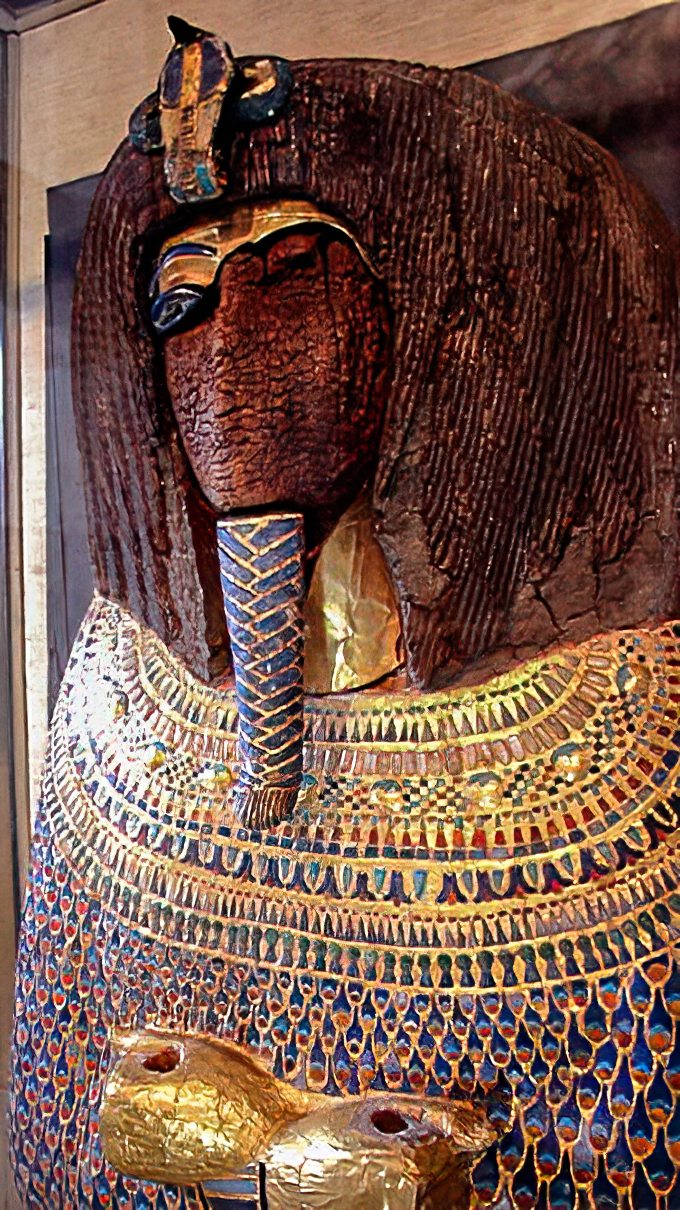
Cỗ quan tài của Akhenaten được tìm thấy trong ngôi mộ KV55

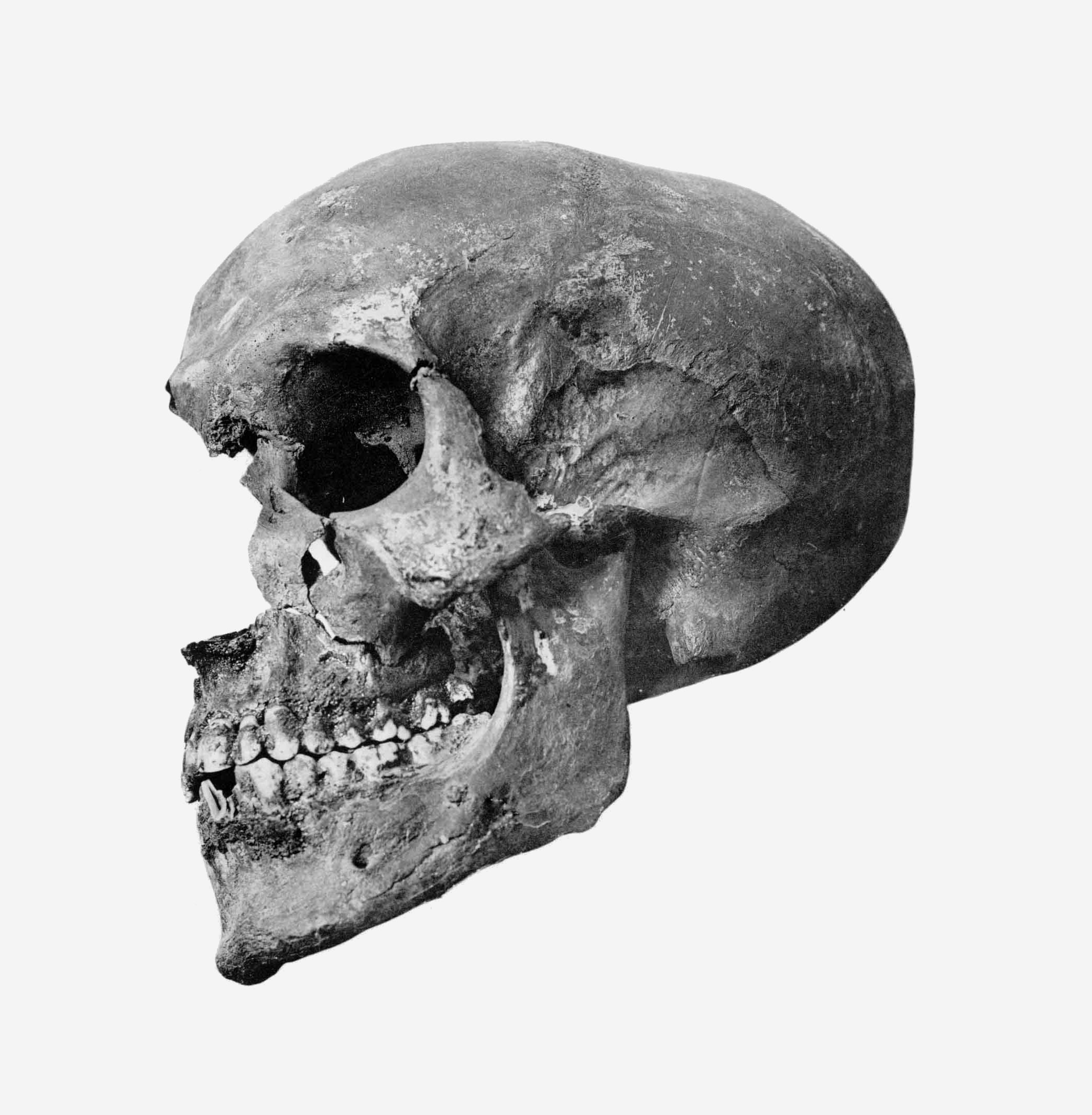
Hộp sọ xác ướp KV55

Mặc dù các nhà nghiên cứu ngày nay thừa nhận rằng bản thân Akhenaten đã qua đời vào năm trị vì thứ 17 của mình, chúng ta vẫn chưa biết rõ liệu rằng Smenkhkare có thể đã đồng nhiếp chính với ông trong khoảng từ hai hay ba năm trước đó hay là ông ta đã tự mình cai trị trong một thời gian ngắn. Nếu thực sự Smenkhkare đã sống lâu hơn Akhenaten và trở thành vị pharaon duy nhất trị vì, ông ta có thể đã cai trị Ai Cập ít hơn một năm. Người kế vị tiếp theo là Neferneferuaten, một nữ pharaon đã trị vì Ai Cập trong hai năm và một tháng. Tiếp theo sau đó, bà có lẽ đã được kế vị bởi Tutankhaten (sau này là Tutankhamun). Tutankhamun được cho là em trai của Smenkhkare và là một người con trai khác của Akhenaten, mặc dù vậy cũng có giả thuyết cho rằng Tutankhamun có thể là con trai của Smenkhkare. Nhờ vào kết quả xét nghiệm DNA trong năm 2010, chúng ta biết được rằng Tutankhamun thực sự là con trai của Akhenaten. Ngoài ra cũng có giả thuyết khác cho rằng sau khi Akhenaten qua đời, Nefertiti đã cai trị với tên gọi là Neferneferuaten nhưng một số học giả khác thì lại tin rằng vị nữ pharaon này là Meritaten. Tấm bia đá nhiếp chính được tìm thấy trong một ngôi mộ ở Amarna, có thể cho thấy hoàng hậu Nefertiti như là người đồng nhiếp chính với ông và cai trị bên cạnh ông ta, thế nhưng điều này không hẳn là chắc chắn bởi vì những cái tên trên tấm bia đá đó đã bị xóa bỏ và được khắc lại là Ankhesenpaaten và Neferneferuaten.
Cùng với sự qua đời của Akhenaten, giáo phái thờ cúng thần Aten mà ông sáng lập đã dần dần mất đi sự ủng hộ. Tutankhaten sau này đã đổi tên thành Tutankhamun vào năm trị vì thứ hai của ông ta (1332 TCN) và từ bỏ thành phố Akhetaten, mà cuối cùng thì cũng rơi vào tình trạng đổ nát. Những vị vua kế vị ông ta là Ay và Horemheb đã phá bỏ các ngôi đền mà Akhenaten xây dựng, bao gồm cả ngôi đền ở Thebes và sử dụng những vật liệu xây dựng từ chúng cùng với những họa tiết trang trí có sẵn để xây dựng những ngôi đền của họ. Không những vậy, thi hài của ông đã được dời đi sau khi triều đình quay trở lại Thebes, và thông qua các phân tích di truyền học gần đây các nhà khảo cổ học đã xác nhận rằng thi hài được tìm thấy trong ngôi mộ KV55 chính là cha của Tutankhamun, và do đó "nhiều khả năng là" Akhenaten. Ngôi mộ này còn có chứa nhiều đồ vật có niên đại thuộc về thời kỳ Amarna, trong số đó có một mặt nạ tang lễ hoàng gia đã bị hủy hoại một cách có chủ ý. Chiếc quách bị đập vỡ của ông đã được phục dựng lại và hiện nay đang được trưng bày ở bảo tàng Cairo.

Sau cùng, Akhenaten, Neferneferuaten, Smenkhkare, Tutankhamun, và Ay đều đã bị loại tên khỏi những bản danh sách chính thức về các pharaon, thay vào đó chúng ghi lại rằng Amenhotep III được Horemheb kế vị một cách trực tiếp. Điều này được cho là một phần trong một nỗ lực của Horemheb để nhằm xóa bỏ tất cả các dấu vết của giáo phái thờ cúng thần Aten và các vị pharaon gắn liền với nó khỏi lịch sử. Tên của Akhenaten đã không còn xuất hiện trong bất kỳ bản danh sách vua nào được biên soạn dưới triều đại của các vị pharaon sau này và phải mãi cho đến tận cuối thế kỷ 19 thì danh tính của ông mới được tái phát hiện và những dấu vết còn sót lại thuộc về triều đại của ông cũng đã được các nhà khảo cổ học khai quật.

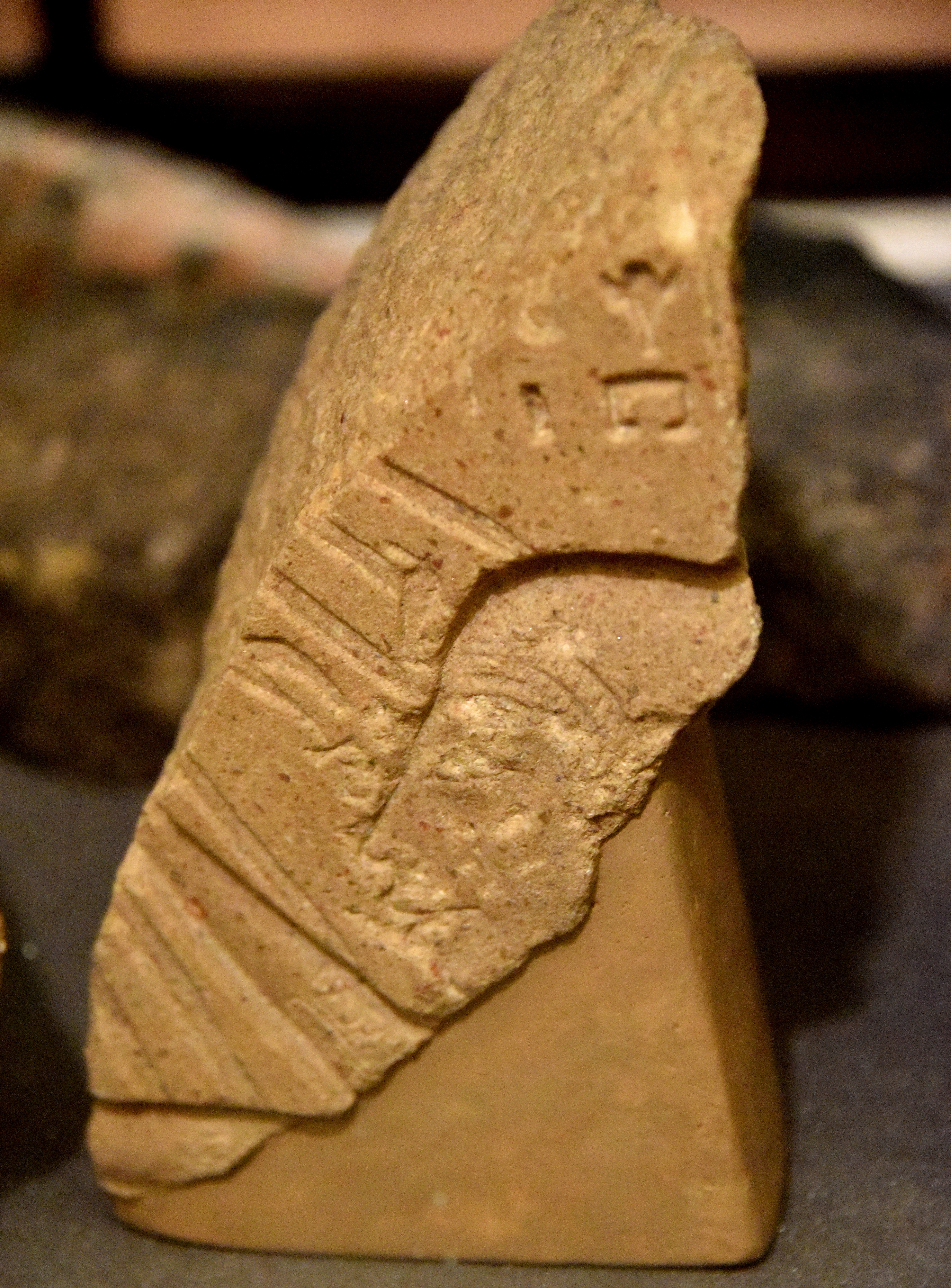
Mảnh phù điêu vỡ cho thấy phần đầu của một vị vua có thể là Akhenaten, và tên đồ hình thời kỳ đầu của Aten. Triều đại của Akhenaten. Từ Amarna, Ai Cập. Bảo tàng khảo cổ học Ai Cập của Petrie, London

Bản thân Akhenaten còn được nhắc đến như là "kẻ thù từ Akhetaton" trong văn kiện Mes có niên đại vào thời kỳ Rameses bởi vì người Ai Cập đã hoàn toàn chối bỏ cuộc cách mạng của ông vào thời điểm này và sự khủng hoảng do nó tạo nên.

## Cải cách tôn giáo
Trong những năm đầu triều đại của mình, Amenhotep IV sống tại Thebes cùng với Nefertiti và sáu người con gái của ông. Ban đầu, ông tiếp tục cho phép thờ cúng các vị thần truyền thống của Ai Cập nhưng ở gần ngôi đền Karnak (trung tâm chính của sự thờ cúng thần Amun-Ra), ông đã xây dựng một số công trình lớn bao gồm các ngôi đền dành cho thần Aten. Thần Aten thường được miêu tả là một đĩa mặt trời với các tia sáng kéo dài cùng những bàn tay người nhỏ bé ở mỗi đầu. Những công trình này sau đó bị những vị vua kế vị ông phá hủy và chúng được sử dụng làm vật liệu trám vào những chỗ hở trong các công trình xây dựng mới tại ngôi đền Karnak; Sau này, các nhà khảo cổ học đã phát hiện được khoảng 36.000 khối đá trang trí vốn có nguồn gốc từ ngôi đền của Aton ở nơi đây, những khối đá này còn lưu giữ các hoạ tiết của những bức phù điêu trang trí ban đầu và các dòng chữ khắc.

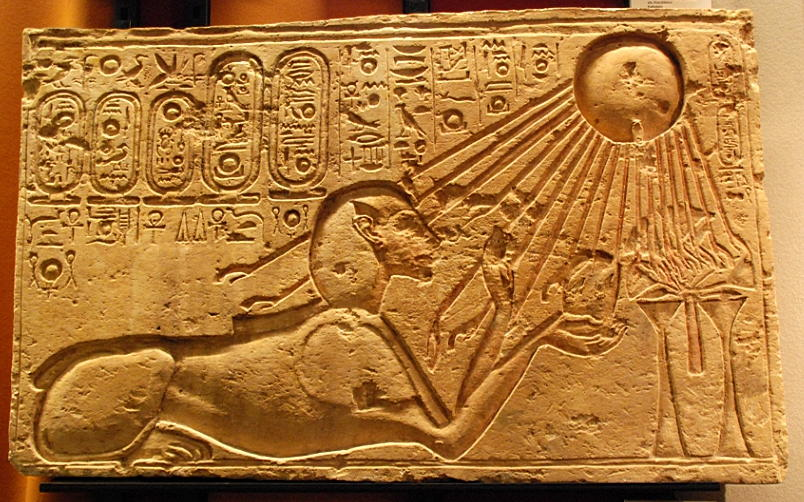
Akhenaten được miêu tả là một nhân sư tại Amarna.

Vào năm trị vì thứ năm của mình, Amenhotep IV đã tiến hành những bước đi quyết định để hợp thức hóa Aten trở thành vị thần duy nhất của Ai Cập: vị pharaon này "bãi bỏ các chức tư tế của tất cả các vị thần khác... và chuyển lợi tức từ những giáo phái này sang cho thần Aten ". Để nhấn mạnh sự toàn tâm toàn ý của mình đối với thần Aten, nhà vua đã chính thức đổi tên gọi của ông từ Amenhotep IV sang thành Akhenaten hay "Linh hồn sống của Aten". Năm thứ năm của Akhenaten cũng đánh dấu việc bắt đầu quá trình xây dựng kinh đô mới của ông, Akhetaten hay "Chân trời của Aten", tại địa điểm được biết đến ngày nay là Amarna. Rất nhanh chóng sau đó, ông đã tập trung các hoạt động tôn giáo của Ai Cập ở Akhetaten, mặc dù quá trình xây dựng thành phố này dường như vẫn còn tiếp tục diễn ra trong nhiều năm tiếp theo.